# Mod Sun
Mod Sun (eigentlich Derek Ryan Smith, * 10. März 1987 in Bloomington, Minnesota) ist ein US-amerikanischer Sänger, Rapper, Autor und ein ehemaliger Punk-Schlagzeuger. Er steht bei Rostrum Records unter Vertrag und veröffentlichte am 10. März 2015 sein Debütalbum Look Up über das Label.

## Leben und Karriere
Dylan Smith wurde am 10. März 1987 als Derek Smith in Bloomington, Minnesota geboren. Als er 18 wurde, änderte er seinen Vornamen in Dylan Smith. Inzwischen lebt Mod Sun in Los Angeles, Kalifornien.
Zwischen 2004 und 2009 war er Schlagzeuger der US-amerikanischen Post-Hardcore-Band Four Letter Lie und spielte ein Jahr lang als Sessionmusiker für Scary Kids Scaring Kids, bevor diese Band sich im Jahre 2010 auflöste. Er spielte zudem als Opener auf der letzten Scary-Kids-Scaring-Kids-Tournee im Jahre 2010, wo er der Band ebenfalls als Schlagzeuger aushalf.
Seine Karriere als Rapper, die er unter seinem Pseudonym Mod Sun startete, reichen ebenfalls in das Jahr 2009 zurück. Als Rapper veröffentlichte er mehrere  Singles, sechs Mixtapes, sowie drei EPs und ein Album. Das Album, das den Namen Look Up trägt, wurde am 10. März 2015 über Rostrum Records veröffentlicht und schaffte es auf Platz 120 in den US-amerikanischen Albumcharts, welche von Billboard erhoben wird. Mod Sun ist ein Akronym und steht für Movement On Dreams, Stand Under None. Er kollaborierte bereits mit mehreren bekannten US-amerikanischen Musikern, darunter G-Eazy, Machine Gun Kelly, Travis Barker, Dizzy Wright und Jodi Highroller. In den Jahren 2012, 2014 und 2015 spielte Mod Sun auf der Warped Tour, zudem hatte er einen Auftritt auf dem Extreme Thing in Las Vegas, Nevada im Jahr 2013. Außerdem tourte er bereits mit Breathe Carolina, Jonny Craig, Cisco Adler, Tayyib Ali und Pat Brown.
Neben seinen Tätigkeiten als Musiker schreibt Mod Sun Bücher. So veröffentlichte er im Jahr 2012 die Autobiografie Did I Ever Wake Up?, sowie im Jahr 2015 das Poetry-Buch My Dear Pink, sowie ein Journal unter dem Titel Happy To Be Here, welches 2016 eine Fortsetzung erhielt.
Gemeinsam mit Colson Baker inszenierte er den Musikfilm Downfalls High, der 2021 veröffentlicht wurde.
Im Jahr 2023 wurde er für den Film Good Mourning in den Kategorien Schlechteste Regie und Schlechtestes Leinwandpaar für den Negativpreis Goldene Himbeere nominiert. Im Juni 2023 trat Mod Sun bei den Zwillingsfestivals Rock im Park und Rock am Ring auf.

## Diskografie

### Mit Four Letter Lie
- 2005: Her Escape (EP, Eigenproduktion)
- 2005: This Scarecrow Needs a Flame (EP, Eigenproduktion)
- 2006: Let Your Body Take Over (Album, Victory Records)
- 2008: What a Terrible Thing to Say (Album, Victory Records)
- 2009: A New Day (Album, Victory Records)

### Als Mod Sun
- 2009: I'll Buy Myself (Mixtape)
- 2009: Let Ya Teeth Show (Mixtape)
- 2009: How to Make a MOD SUN (Mixtape)
- 2010: The Hippy Hop (EP, Eigenproduktion)
- 2011: In MOD We Trust (EP, Eigenproduktion)
- 2011: Health, Wealth, Success & Happiness (Mixtape)
- 2011: Blazed by the Bell (Mixtape)
- 2012: Happy as Fuck (EP, Eigenproduktion)
- 2012: First Take (Mixtape)
- 2015: Look Up (Album, Rostrum Records)
- 2017: Movie (Album, Rostrum Records)
- 2020: Stay Away (Single, feat. Machine Gun Kelly & Goody Grace)
- 2021: Flames (Single, feat. Avril Lavigne)
- 2021: Internet Killed the Rockstar (Album, Rostrum Records)
- 2022: Rich Kids Ruin Everything (Single)
- 2023: God Save the Teen (Album)

## Bücher
- 2012: Did I Ever Wake Up?
- 2015: My Dear Pink
- 2015: Happy To Be Here Part I
- 2016: Happy To Be Here Part II